# رویکرد آنارشیسم
آنارشیسم به‌طور کلی به‌عنوان یک فلسفه سیاسی تعریف می‌شود که دولت را نامطلوب، غیر ضروری و مضر می‌داند و نیز مخالف با اقتدار و سازمان سلسله‌مراتبی در اداره روابط انسانی است. هواخواهان آنارشیسم که آنارشیست نامیده می‌شوند از جوامع بدون دولت مبتنی بر انجمن‌های داوطلبانه غیر سلسله‌مراتبی حمایت می‌کنند. آنارشیسم دولت را نامطلوب، غیر ضروری و مضر می‌داند اما مخالفت با دولت تعریف اصلی یا انحصاری آن نیست. آنارشیسم می‌تواند مشتمل بر تخالف اقتدار یا سلسله‌مراتب در هدایت تمام روابط انسانی باشد.
آنارشیسم اغلب یک ایدئولوژی چپ افراطی در نظر گرفته می‌شود و بسیاری از اقتصاد و فلسفه حقوقی آن منعکس‌کننده تفاسیر ضد اقتدارگرایی کمونیسم، جمع‌گرایی، سندیکالیسم، متقابل‌گرایی، یا اقتصاد مشارکتی است. از آنجایی که آنارشیسم بدنه ثابتی از دکترین را از یک جهان‌بینی خاص ارائه نمی‌کند، انواع و سنت‌های آنارشیستی زیادی وجود دارد که همه آن‌ها متقابلاً منحصر به فرد نیستند. مکاتب فکری آنارشیستی می‌توانند اساساً متفاوت باشند و از هر چیزی از فردگرایی افراطی گرفته تا جمع‌گرایی کامل حمایت کنند. انواع آنارشیسم اغلب به دسته‌های آنارشیسم اجتماعی و فردگرا یا طبقه‌بندی‌های دوگانه مشابه تقسیم می‌شوند. طبقه‌بندی‌های دیگر ممکن است متقابل‌گرایی را به‌عنوان دسته سوم اضافه کنند، در حالی که برخی آن را بخشی از آنارشیسم فردگرایانه و برخی دیگر آن را بخشی از آنارشیسم اجتماعی می‌دانند.
تفاوت‌های فلسفی زیادی میان آنارشیست‌ها در رابطه با مسائل ایدئولوژی، ارزش‌ها و استراتژی وجود دارد. ایده‌ها در مورد این که چگونه جوامع آنارشیستی باید کار کنند، به‌ویژه با توجه به اقتصاد، به‌طور قابل‌توجهی متفاوت است. همچنین درباره چگونگی شکل‌گیری چنین جامعه‌ای اختلاف نظر وجود دارد؛ برخی از آنارشیست‌ها به استراتژی عدم خشونت متعهد هستند در حالی که برخی دیگر از مبارزه مسلحانه دفاع می‌کنند.

## نگرش تبیینی
مکاتب فکری آنارشیستی نه تنها طیفی از مکاتب منفرد را در بر می‌گیرد، بلکه در استفاده از برخی از اصطلاحات کلیدی نیز تفاوت قابل توجهی دارد. برخی از اصطلاحات مانند سوسیالیسم در طول دوره توسعه آنارشیسم در معرض تعاریف متعدد و مبارزه ایدئولوژیک قرار گرفته‌اند. موارد دیگر مانند سرمایه‌داری به روش‌های متفاوت و اغلب متناقض توسط مکاتب مختلف در عرف استفاده می‌شوند. علاوه بر این، گاهی بدون ایجاد مکاتب جدید، معانی اصطلاحاتی مانند متقابل‌گرایی در طول زمان تغییر کرده‌اند. همه این مشکلات اصطلاحی به سوء تفاهم در درون و درباره آنارشیسم کمک می‌کند.
امکان صحت وجود دارد که بگوییم آنارشیسم مجموعه‌ای از فلسفه‌های سیاسی است که با اقتدار و سازمان سلسله‌مراتبی—شامل دولت، سرمایه‌داری، ناسیونالیسم و همه نهادهای مرتبط—در اداره همه روابط انسانی به نفع جامعه‌ای مبتنی بر انجمن‌های داوطلبانه مخالفت می‌کند؛ آزادی و تمرکززدایی، مبتنی بر ریشه‌شناسی که صرفاً نفی یک حاکم است یا مبتنی بر ضد دولت‌گرایی—آنارشیسم بسیار بیشتر از آن است—یا حتی ضد اقتدارگرایی، کاستی‌های خاص خود را دارند.
موارد به‌کارگیری در محافل سیاسی بسیار متفاوت بوده‌است. در سال ۱۹۸۴، ریچارد تی. الی خاطرنشان کرد که این اصطلاح از قبل معانی مختلفی به‌دست آورده‌است. در کلی‌ترین معنای آن، اینها شامل این دیدگاه می‌شد که جامعه یک ارگانیسم زنده و در حال رشد است که قوانین آن چیزی متفاوت از قوانین کنش فردی است. چندین سال قبل از آن در سال ۱۸۸۸، بنجامین تاکر، آنارشیست فردگرا، متن کامل «نامه سوسیالیستی» ارنست لزینه را در مقاله خود در مورد «سوسیالیسم دولتی و آنارشیسم» گنجاند. از نظر لزینه دو سوسیالیسم وجود دارد: «یکی دیکتاتوری و دیگری لیبرترین».
مکاتب فکری آنارشیستی می‌توانند اساساً متفاوت باشند و در عین حال اصول مشترک آنارشیسم را حفظ کنند و از هر چیزی از فردگرایی افراطی گرفته تا جمع‌گرایی کامل حمایت کنند. انواع آنارشیسم به دسته‌های آنارشیسم اجتماعی و فردگرا یا طبقه‌بندی‌های دوگانه مشابه تقسیم می‌شوند. با این وجود، ضد سرمایه‌داری توسط اکثر آنارشیست‌ها عنصر ضروری آنارشیسم تلقی می‌شود.

## آنارشیسم فردگرا و آنارشیسم اجتماعی
با توجه به بسیاری از مکاتب فکری آنارشیستی، آنارشیسم را می‌توان به دو یا چند دسته تقسیم کرد که پرکاربردترین آنارشیسم فردگرا در مقابل آنارشیسم اجتماعی است. دسته‌بندی‌های دیگر ممکن است شامل آنارشیسم سبز و یا آنارشیسم چپ و راست باشد. اصطلاحاتی مانند آنارکو سوسیالیسم یا آنارشیسم سوسیالیستی نیز می‌توانند به‌عنوان مترادف آنارشیسم اجتماعی استفاده شوند اما این مورد توسط اکثر آنارشیست‌ها رد می‌شود زیرا آنها عموماً خود را سوسیالیست لیبرترین می‌دانند و زمانی که مترادف با سوسیالیسم لیبرترین، سوسیالیسم بدون دولت در مقابل سوسیالیسم اقتدارگرا و دولتی به‌کار نروند، غیر ضروری و گیج‌کننده به نظر می‌رسند. آنارشیسم از نظر تاریخی با جنبش سوسیالیستی و ضد سرمایه‌داری شناسایی شده‌است که شکاف اصلی آن بین آنارشیست‌های ضد بازار است که از نوعی برنامه‌ریزی اقتصادی غیر متمرکز حمایت می‌کنند و آنارشیست‌های طرفدار بازار که از سوسیالیسم بازار آزاد حمایت می‌کنند. به دلایل مشابه، آنارشیست‌ها دسته‌بندی‌هایی مانند آنارشیسم چپ و راست—آنارکو سرمایه‌داری و ناسیونال–آنارشیسم—را نیز رد می‌کنند، آنارشیسم را یک ایدئولوژی سوسیالیست لیبرترین، چپ رادیکال یا چپ افراطی می‌دانند.

## مطالعه بیشتر
- یوری، گوردون (۲۰۰۷). آنارشی زنده!: سیاست ضد اقتدارگرا از عمل تا تئوری. انتشارات پلاتو، سیدنی. شابک ۹۷۸-۰-۷۴۵۳-۲۶۸۳-۲.
- یوری، گوردون (۲۰۰۷). آنارشیسم و نظریه سیاسی: مسائل معاصر. کتابخانه آنارشیست.
- کرل، اریک (۲۰۱۰). آنارشیسم معاصر. بررسی سوسیالیست بین‌المللی.